# Taphier
Die Taphier oder Teleboer, wie sie auch genannt werden, wurden in der griechischen Mythologie zum Volksstamm der Leleger gezählt und bewohnten die taphischen Inseln. Diese Inseln liegen zwischen dem Akarnanischen Festland und Lefkada. Die größte der Inseln, das heutige Meganisi, hieß in der Antike Taphos oder Teleboai. Die Taphier waren berühmt-berüchtigte Piraten. So verschleppten sie laut Homers Odyssee eine Königstochter aus Sidon und verkauften sie als Sklavin dem Ktesios, König der Insel Syria und Vater des Eumaios.
Nach Apollodor baute Taphios, der Sohn des Poseidon, eine Stadt namens Taphos und nannte die Einwohner Teleboer, da sie weit von ihrer Heimat siedelten.
Als die Taphier Rinder der Mykener raubten, kam es zum Krieg zwischen Elektryon von Mykene und den Taphiern. Nach dem Tode Elektryons zogen Amphitryon, Kephalos, Panopeus, Heleios und Kreon gegen Pterelaos, den Sohn des Taphios, und die Taphier. Die Angreifer errangen den Sieg, und Heleios und Kephalos übernahmen die Herrschaft über die Inseln.